# Auto-école en folie
Pour les articles homonymes, voir Crash course.
Pour plus de détails, voir Fiche technique et Distribution.
Auto-école en folie (Crash Course) est un téléfilm américain pour adolescents de 1988 réalisé par Oz Scott.

## Fiche technique
- Réalisation : Oz Scott
- Scénario : William A. Schwartz
- Producteur : Maj Canton
Irv Wilson
- Musique originale : Mark Davis
- Photographie : Bernd Heinl
- Montage : Duane Hartzell
- Pays :  États-Unis
- Langue : anglais
- Durée : 95 minutes
- Format : couleur
- Date de sortie : 
  -  États-Unis : 17 janvier 1988

## Distribution
- Brian Bloom : Riko Konner
- Alyssa Milano (VF : Magali Barney) : Vanessa Crawford
- Rob Stone (VF: Hervé Rey) : Chadley Bennett IV
- Olivia d'Abo : Maria Abeja
- Tina Yothers : Alice Santini
- Nathan Dyer : J.J. Maslanski
- B.D. Wong : Kichi
- Jackée Harry : Edna Savage
- Charles Robinson (VF: Jacques Deschamps) : Larry Pearle
- Harvey Korman : Abner Fraser
- Ray Walston : Principal Paulson
- Edie McClurg : Beth Crawford
- Dick Butkus : Ed Konner